# 鄂木順額
鄂木顺额（1792年—1832年），字见吾，号復亭，钮祜禄氏，满洲正蓝旗人，进士出身。
选翰林院庶吉士、编修，官至春坊右庶子，都察院左副都御史，安徽学政。后任翰林院侍讲学士，詹事府少詹事等职。父明安泰曾任江苏按察使。

## 延伸阅读
[在维基数据编辑]
 《清史稿·卷377》，出自趙爾巽《清史稿》